# 소울메이트 (시트콤)
《소울메이트》는 2006년 3월 13일부터 2006년 6월 5일까지 매주 월요일에 방영되었던 대한민국 문화방송의 텔레비전 시트콤이다.
시청률 면에서는 조금 아쉬움이 남지만, 《두근두근 체인지》와 《안녕, 프란체스카》를 연출한 노도철 PD의 감각적인 영상과 판타지를 보여주면서도 현실을 반영한 조진국 작가의 독특한 극본, 그리고 시트콤에 대한 관심도보다 훨씬 높았던 OST(삽입곡) 등을 통해 많은 마니아층에게 사랑을 받았다. 짧은 12회분으로 방영되면서 조기종영이 아니냐는 논란도 있었지만, 노도철 PD는 처음 기획단계부터 1 ~ 2시즌을 엄두해 놓고 제작된 것이라 해명했다.
한편, 이 프로그램은 2006년 4월부터 6월까지 방영된 TV 프로그램 중 지나친 음주장면 1위(42%)에 선정되는 불명예를 안아야 했다.
2006년 4월 10일 방영 5회분 30분 정도 부분
헤어샵 배경 트럼프 미국 대통령 당선 10년 전 모습이
사강이 들고 있던 잡치 속 사진을 통해서 등장한다.

## 등장 인물

### 남자 주요 인물
- 신동욱 : 신동욱 역

전문 음악 코디네이터로, 매너를 겸비한 로맨틱한 작업남. 여자를 사로잡는 바람둥이지만 그런 자신은 물론, 머리로 하는 사랑에 씁쓸해하는 결혼에 회의적인 남자
- 최필립 : 최필립 역

5년간 수경의 연인으로 사랑을 지켜왔던 순정파이자 올바른 틀 안에서만 살았을 것 같은 바른생활 청년. 그러나 한순간에 찾아온 다른 여자 민애의 유혹에 운명을 느껴버리는 순진한 남자
- 오타니 료헤이 : 료헤이 역

일본에서 온 패션 모델. 스타일로 어디에서든 주목받는 멋진 남자. 민애의 유혹을 받고 사귀게 되지만 도발적인 그녀의 연애방식을 모두 이해하고 받아주는 쿨한 남자
- 정환 : 공정환 역

휘트니스 센터의 트레이너로 동욱과 료헤이의 선배. 작업이 인생의 낙인 전형적인 바람둥이이며 연애와 사랑을 자유롭게 즐길 줄 아는 유쾌한 남자

### 여자 주요 인물
- 이수경 : 이수경 역

교열기자로 어떤 상황에서도 도리가 아닌 일에 흥분하는 정의파. 하지만 늘 여러 가지 엉뚱한 상상을 즐기고 어딘가에 존재할 가슴 떨리는 운명을 믿는 순수한 여자
- 홍유진 : 홍유진 역

수경과 같은 신문사에 근무하는 교열기자로, 결혼이 너무나 하고 싶은 내숭형 요조숙녀이지만 절대 미워할 수 없는 귀여운 푼수
- 장미인애 : 장민애 역

화려한 이미지와 도발적인 유혹, 그리고 솔직함으로 모든 남자를 사로잡는 작업걸. 잘 나가는 영어강사로 유진의 룸메이트이며 남자들과의 연애에서 늘 당당하고 주도적인 리드를 하는 쿨한 여자
- 김미진 : 김미진 역

수경과 유진이 근무하는 교열부의 부장으로 결혼 문턱에서 파혼해 버린 전적을 가진 노처녀. 사랑을 믿지 않는 척 하지만 여전히 누군가를 기다리는 목마른 여자

### 주변 인물
- 정덕희 : 동욱의 어머니 역
- 김동수 : 유진의 어머니 역

### 그 외
- 하주희 : 예식장에서 만난 동욱의 대학 후배 / 민애의 여고 동창 주희 역
- 양주호 : 이주호 역 - 수경의 동생, 자칭 영화배우
- 염재욱 : 수경이 단체 미팅에서 만난 남자 역

### 특별출연
- 장광효 : 패션 디자이너 본인 역
- 박명수 : 동욱과 유진이 버스 안에서 만난 남자 역 - 유진이 곱창을 많이 먹고 속이 안 좋아 민폐를 끼치게 됨.
- 서경석 : 홍석봉 역 - 유진과 선본 남자로, 유진과 성격이 닮았음.
- 김완선 : 김완선 역 - 발레리나로 공연 음악 때문에 동욱과 만남.
- 박희진 : 신경정신과 전문의 역 - 수경의 생각이 들리자 동욱이 찾은 간 정신과 의사
- 이두일 : 유진의 아버지 역
- 심혜진 : 유진의 이모 역

## 방송 LIST
| 회차 | 방송일          | 제목                                                      | 제목                                                  |
| ---- | --------------- | --------------------------------------------------------- | ----------------------------------------------------- |
| 1회  | 2006년 3월 13일 | 1. 이건 사랑 노래가 아니야                                | This is not a love song                               |
| 2회  | 2006년 3월 20일 | 2. 꿈은 깨어지고...                                       | Broken Dreams                                         |
| 3회  | 2006년 3월 27일 | 3. 난 사랑하고 있는게 아냐... 4. 내게로 와요...           | I'm not in love C'mon through                         |
| 4회  | 2006년 4월 3일  | 5. 우리 사랑의 테마를 연주해줘요 6. 말하자면...           | Play our love's theme song In a manner of speaking... |
| 5회  | 2006년 4월 10일 | 7. 좋은 사람 8. 내게 조금만 더 시간을 줘                  | -                                                     |
| 6회  | 2006년 4월 17일 | 9. 굿바이 투 로맨스 10. 이별이 찾아올 때까지              | Goodbye to romanece Till it happen to you             |
| 7회  | 2006년 4월 24일 | 11. 우주를 넘어서 12. 심장에서 소리가 나요                | across the universe heartbeat                         |
| 8회  | 2006년 5월 8일  | 13. 천국보다 좋은 14. 내 영혼의 친구                      | more than paradise my best friend                     |
| 9회  | 2006년 5월 15일 | 15. 내게 뒷 모습을 보이지마 16. 사랑의 이름으로 이젠 안녕 | Don't turn away Stop in the name of love              |
| 10회 | 2006년 5월 22일 | 17. 사랑에 빠진 사람처럼 18. 내게 모든 것을 줘            | Like Someone in Love the Stuff                        |
| 11회 | 2006년 5월 29일 | 19. 내가 너의 소울메이트야 1 20. 내가 너의 소울메이트야 2 | -                                                     |
| 12회 | 2006년 6월 5일  | 21. 고마워요, 소울메이트! 1 22. 고마워요, 소울메이트! 2   | Thanks to Soulmate! 1 Thanks to Soulmate! 2           |
| 13회 | 2006년 6월 26일 | <소울메이트> 스페셜                                       | -                                                     |

## OST

### 소울메이트 OST
드라마 속 또 다른 대사, 소울메이트의 배경음악 - 주인공간의 대사 대신, 그들의 감정을 대변하듯 흘러나오던 몽환적이며 감성적인 그 음악.
| soul side 1 This is not a Love Song (Nouvelle Vague) 2 Stop in the Name of Love (Bang Gang) 3 C`mon Through (Lasse Lindh) 4 Since You`ve Gone (Laurel Music) 5 Fly Me to the Moon (Olivia) 6 Milod (Brynhildur) 7 The Servant (Coco Suma) 8 In a Manner of Speaking (Nouvelle Vague) 9 The Stuff (Lasse Lindh) 10 Play Our Love`s Theme (Toki Asako) 11 Goodbye to Romance (Lisa Loeb) 12 Everyday I Fall in Love Again (Linus Of Hollywood) 13 C`mon Through (SOULMATE edit) (Lasse Lindh) | mate side 1 SOULMATE (Monla) 2 That′s Why (Physical Punction of Groove) 3 모든 토요일 (Casker) 4 Satisfy Me (블루샤벳) 5 I Miss You (Eniac) 6 Blue Bossa (Lasid) 7 시간이 흐른뒤엔 (포스티노) 8 그것도 모르고 (The NOTE) 9 I Love You (Eniac) 10 변해간 세월속에서 (Peppertones) 11 Get Your Hands Up (아키버드) 12 Eyes (성현) 13 환청 (블루샤벳) 14 Paris，Paris！ (Monla) |

### 소울메이트 Forever
OST 1집에서 누락된 드라마 삽입곡 모음과 국내외 트렌드 세터 뮤지션들의 드라마 헌정 신곡 모음
| CD 1 1 Heartbeat (Annie) 2 Kiss Me (Olivia) 3 River (Lasse Lindh) 4 Expired (Douglas Heart) 5 Bella Luna (Jason Mraz) 6 Underdog／Overdog Edson 7 I Don`t Wanna Talk About It (Julienne Talyor) 8 Into The Blue (Laurel Music) 9 Ignorance (Leslies) 10 This is the Morning (Club 8) 11 Can You Come For Me (The Poems) 12 Milkyway (Towa Tei) | CD 2 1 Don`t Turn Away (Jeppet) 2 La Escapada (Narcotic Blue) 3 시간이 약이 된다고…(Original version) (포스티노) 4 Crazy Love (Soulmate version) (블루샤벳) 5 Cream Eyed Orion (Sballoc Pordtawes Mix) (Jeppet) 6 Simba (Charmi Project) 7 Americano Bagle (미남콜렉션) 8 Hypnotize (Peshay) 9 I`ll Be There (성현) 10 Ann Arbor (이담) 11 Kiki (몽라) |